# 迪爾 (新澤西州)
迪爾（英語：Deal）是位於美國新澤西州蒙茅斯縣的自治市鎮。

## 人口
根據2020年美國人口普查的數據，迪爾的面積為3.42平方千米，當中陸地面積為3.07平方千米，而水域面積為0.35平方千米。當地共有人口900人，而人口密度為每平方千米263人。